# 昆山文化艺术中心站
昆山文化艺术中心站位于中国江苏省苏州市昆山市玉山镇内，前进西路与体育场路交叉口处，靠近昆山文化艺术中心和昆山体育中心，是苏州地铁11号线的地铁车站，于2023年6月24日随苏州地铁11号线开通运营。本站的天花板在设计时，使用了“水中琼花”和“天上彩虹”主题的特别装饰，并在站厅采用大型光电玻璃屏幕展示昆山元素。此外，此站站台屏蔽门上方的信息使用了深色的贴纸。

## 车站结构
本站为地下二层岛式车站。

### 楼层
| 1                 | 地面 | 出入口 |
| -1                | 站厅 | 售票、客服中心、商店                                                                                                |
| -2                | 站台 | \| \| \| ■ 11号线往苏州新区火车站（祖冲之公园） \| \| 島式 · 開左邊车门 \| \| \| \| \| \| ■ 11号线往花桥（共青） \| |
|                   |      | ■ 11号线往苏州新区火车站（祖冲之公园）                                                                              |
| 島式 · 開左邊车门 |      | |
|                   |      | ■ 11号线往花桥（共青）                                                                                              |

### 出入口
| 出口编号                | 建议前往目的地                                       | 照片 |
| ----------------------- | ---------------------------------------------------- | ---- |
| 2 · 出口 · （设有）     | 前进西路、体育场路、共明路                           |      |
| 3 · a · 出口 · （设有） | 前进西路、昆山文化艺术中心、体育馆路、昆山市体育中心 |      |
| 3 · b · 出口            | 体育场路、昆山文化艺术中心、文体路、昆山市体育中心   |      |
| 4 · 出口                | 前进西路、体育场路、时代中央花园、康居路、思常路     |      |
| 图例： 设有             |                                                      |      |